# Bailey Lear
Bailey Lear (17 marzo 2001) è una velocista statunitense specializzata nei 400 metri piani.

## Biografia
Nel 2023, alla sua prima esperienza con la maglia della nazionale statunitense, conquista la medaglia d'oro nella staffetta 4×400 metri ai campionati nord-centroamericani e caraibici under 23 di San José con i connazionali Caleb Cavanaugh, Kiah Williams e Will Sumner.
Nel 2024 è medaglia d'argento ai campionati mondiali indoor di Glasgow nella staffetta 4×400 metri corsa insieme a Quanera Hayes, Talitha Diggs e Alexis Holmes, mentre alle World Athletics Relays di Nassau conquista l'oro con Quanera Hayes, Gabrielle Thomas e Alexis Holmes.
Nel 2025 prende parte ai campionati mondiali indoor di Nanchino, riuscendo a ottenere la medaglia d'oro nella staffetta 4×400 metri con Quanera Hayes, Rosey Effiong e Alexis Holmes.

## Progressione

### 200 metri piani
| Stagione | Tempo    | Luogo           | Data      | Rank. Mond. |
| -------- | -------- | --------------- | --------- | ----------- |
| 2024     | 23"60    | Coral Gables    | 23-3-2024 |             |
| 2023     | 23"78    | San Diego       | 25-3-2023 |             |
| 2022     | 23"75    | Walnut          | 15-4-2022 |             |
| 2021     | 23"55    | Los Angeles     | 20-3-2021 |             |
| 2020     | 23"65(i) | Albuquerque     | 24-1-2020 |             |
| 2019     | 23"78    | Los Angeles     | 28-4-2019 |             |
| 2018     | 23"86    | Arlington       | 28-4-2018 |             |
| 2017     | 24"98(i) | College Station | 6-1-2017  |             |

### 200 metri piani pista corta
| Stagione | Tempo    | Luogo           | Data      | Rank. Mond. |
| -------- | -------- | --------------- | --------- | ----------- |
| 2023     | 23"83(i) | Fayetteville    | 27-1-2023 |             |
| 2022     | 24"03(i) | Lubbock         | 21-1-2022 |             |
| 2020     | 23"65(i) | Albuquerque     | 24-1-2020 |             |
| 2019     | 24"00(i) | Albuquerque     | 18-1-2019 |             |
| 2018     | 24"46(i) | Lubbock         | 3-2-2018  |             |
| 2017     | 24"98(i) | College Station | 6-1-2017  |             |

### 400 metri piani
| Stagione | Tempo    | Luogo         | Data      | Rank. Mond. |
| -------- | -------- | ------------- | --------- | ----------- |
| 2025     | 51"55(i) | New York      | 23-2-2025 |             |
| 2024     | 51"51    | Gainesville   | 19-7-2024 |             |
| 2023     | 51"11    | Sacramento    | 27-5-2023 |             |
| 2023     | 51"11    | Walnut        | 14-5-2023 |             |
| 2022     | 51"76    | Eugene        | 15-5-2022 |             |
| 2021     | 51"02    | Eugene        | 10-6-2021 |             |
| 2020     | 51"60(i) | Seattle       | 29-2-2020 |             |
| 2019     | 52"07    | Tucson        | 12-5-2019 |             |
| 2018     | 52"73    | Bloomington   | 17-6-2018 |             |
| 2017     | 53"32    | Seattle       | 17-6-2017 |             |
| 2016     | 54"85    | Dallas        | 18-3-2016 |             |
| 2015     | 55"93    | Norfolk       | 8-8-2015  |             |
| 2014     | 58"92    | Arkansas City | 1-8-2014  |             |

### 400 metri piani pista corta
| Stagione | Tempo    | Luogo        | Data      | Rank. Mond. |
| -------- | -------- | ------------ | --------- | ----------- |
| 2025     | 51"55(i) | New York     | 23-2-2025 |             |
| 2024     | 52"06(i) | Albuquerque  | 17-2-2024 |             |
| 2023     | 52"07(i) | Albuquerque  | 21-1-2023 |             |
| 2022     | 53"10(i) | Lubbock      | 21-1-2022 |             |
| 2021     | 51"94(i) | Lubbock      | 12-2-2021 |             |
| 2020     | 52"52(i) | Clemson      | 14-2-2020 |             |
| 2019     | 53"17(i) | Albuquerque  | 19-1-2019 |             |
| 2018     | 53"20(i) | Lubbock      | 3-2-2018  |             |
| 2017     | 55"45(i) | Frisco       | 11-2-2017 |             |
| 2016     | 56"20(i) | New York     | 12-3-2016 |             |
| 2015     | 58"33(i) | Fayetteville | 17-1-2015 |             |

## Palmarès
| Anno | Manifestazione       | Sede      | Evento        | Risultato | Prestazione | Note                                     |
| ---- | -------------------- | --------- | ------------- | --------- | ----------- | ---------------------------------------- |
| 2023 | Campionati NACAC U23 | San José  | 4×400 m mista | Oro       | 3'14"71     | Record dei campionati                    |
| 2024 | Mondiali indoor      | Glasgow   | 4×400 m       | Argento   | 3'25"34     | Miglior prestazione personale stagionale |
| 2024 | World Relays         | Nassau    | 4×400 m       | Oro       | 3'21"70     | Miglior prestazione mondiale stagionale  |
| 2025 | Mondiali indoor      | Nanchino  | 4×400 m       | Oro       | 3'27"45     |                                          |
| 2025 | World Relays         | Guangzhou | 4x400 m       | Argento   | 3'24"72     |                                          |

## Campionati nazionali
2018
- 7ª ai campionati statunitensi under 20, 400 m piani - 52"73

2019
- 5ª ai campionati statunitensi under 20, 400 m piani - 52"55

2023
- In batteria ai campionati statunitensi assoluti, 400 m piani - 52"78

2024
- 4ª ai campionati statunitensi assoluti indoor, 400 m piani pista corta - 52"06

2025
- 4ª ai campionati statunitensi assoluti indoor, 400 m piani pista corta - 51"55